# Hadith
En hadith (ar. حديث ḥadīth "nyhed, fortælling") er en kort beretning om den muslimske profet Muhammeds handlinger eller udtalelser i en given situation. Den arabiske flertalsform er aḥādīth, men på dansk bruges dertil også formen hadither eller bare hadiths. "Hadith" bruges også om de samlede beretninger om Muhammeds handlinger eller udtalelser. 
Ahadith udgør sammen med sira – de traditionelle biografier af profetens liv – den såkaldte sunna, samlingen af traditioner om Muhammeds sædvane. Altså er ahadith overleveringer, som beretter om profeten Muhammeds sædvane, dvs. om hvad han sagde, gjorde og, ikke mindst, undlod at gøre.
Der findes flere forskellige hadith-samlinger, og disse regnes for essentielle for at afgøre den korrekte muslimske reaktion på eller stilling til en bestemt sag, idet man efterstræber at følge profetens forbillede. I den islamiske jurisprudens (fiqh) opererer man med fire lovkilder (usul al-fiqh'), og blandt disse rangerer profetens sunna.

## Betydning af Hadith
Leksikalsk er hadith og khabar stort set synonyme, begge betyder en tale, som foregår udenfor tidsrummet af den begivenhed, der refereres til, om det så egentlig relaterer til begivenheden eller ej. Dette er den leksikale mening af khabar. På dansk kan man referere til khabar som'rapport/nyhed'. I den tekniske kontekst er khabar en generel term, som kan indeholde Profetens ord, ligeså vel som Imamernes, ledsagerne og følgerne af Profeten.

### Sunni synspunkt
Der er ingen forskel på den leksikalske og tekniske betydning af hadith og khabar.

### Shia synspunkt
Shia muslimer skelner dog mellem den leksikalske og tekniske betydning:
"Hadith, på den anden hånd, er specifik i dens kontekst – eftersom det refererer til, hvad der er berettet fra en fejlfri, på arabisk Ma’sum (altså Profeten, Imamerne og Profetens datter {Ahlul Bayt}). Her er khabar mere generelt, da det både er hvad der er berettet af en Ma’sum så vel som andre. Således er forholdene mellem dem, at den ene er specifik, hvor den anden er generel. Enhver hadith er en khabar, men ikke alle khabar er hadith."
Hadith og khabar er meget forskellige i deres tekniske (ikke leksikale) betydning, idet hadith refererer til, hvad der er berettet af en Ma’sum og khabar refererer til, hvad der er kommet også fra en ikke Ma’sum.
Forholdet mellem hadith, khabar og athar og de forskellige mening omkring dem er derfor som følgende:
- Hadith er hvad der er kommet fra en Ma’sum.
- Athar er hvad der er kommet fra en ledsager.
- Khabar er den mest generelle af de ovenstående to, da det refererer til, hvad der er kommet fra en Ma’sum, fra en ledsager eller fra andre.

Så per definition anser shia muslimer ikke 'sunni hadith' for at være en hadith, men en khabar, selvom i daglige tale blandt shia muslimer anvendes ordet hadith – dog blandt lærde er dette det modsatte, så man kan skelne mellem hvad der er kommet fra de fejlfrie Ahlul Bayt og alle andre.

## Indhold
Enhver hadith er sammensat af en 'kæde af beretninger' (isnad), som er efterfulgt af noget tekst (matn). Disse hadith er praktisk (sunna) af Profeten. En hadith kan opdeles i en af fire kategorier:
- sahih (sand/korrekt),
- hasan (god),
- muwaththaq (sandfærdigt) og
- da'if (svag).

Ydermere opdeles hadith i mutawatir (successive), altså en hadith som er kommet ned igennem flere forskellige sande kæder af beretninger og khabar al-wahid (flertal, ahad) er hadith som kun er kommet ned igennem en kæde af beretninger. Førstnævnte er bindende, hvor sidstnævnte ofte bruges som værende vejledende hadith.

## Hadithsamlinger

### Sunni synspunkt
De klassiske hadith-samlinger er tematisk opdelt, så enhver muslim kan slå op i den med henblik på at finde et svar på en given problematik. Hadithsamlingerne af Bukhari og Muslim b. al-Hajjaj anses af sunni-muslimer for at være de mest troværdige og autoritative.

### Shia synspunkt
Der er fire samlinger af traditioner, som ses værende de grundlæggende hadith samlinger. Disse var skrevet af tre forfattere, som blev kendt som de 'Tre Muhammader':
1. Al-Kafi fi Ilm ad-Din (Det nødvendige i Videnskab af Religionen) af Muhammad al-Kulayni (d. 939). Dette er den eneste af de fire, som har et afsnit som omhandler 'fundamentet af religionen' (usul ad-din).
2. Man la Yahduruhu al-Faqih (Ham som ikke har en Jurist i sin tid) af Muhammad b. Babuya (d. 1067).
3. Tahdib al-Ahkam (Udbedringen af Kendelsen) af Shaykh Muhammad at-Tusi, Shaykhu't-Ta'ifa (d. 1067).
4. Al-Istibsar (Transpirationen) af sidstnævnte forfatter.

Udover disse fire samlinger af traditioner er der tre andre bøger, som er mere moderne (tidsmæssigt), og som anses for højt anvendt indenfor dette område. Forfatterne er også kendt som de "Tre moderne Muhammader":
1. Al-Wafi (Komplet) af Muhammad .b Murtada, kendt som Mulla Muhsin-i Fayd (d. 1680)
2. Wasa'il ash-Shi'a (Midlerne af Shia) af Muhammad .b Hasan, kendt som al-Hurr al-Amili (d. 1692)
3. Bihar al-Anwar (Oceaner af Lys) af Muhammad Baqir Majlisi (d. 1699)

Endnu mere moderne (tidsmæssigt) samlinger er Mustadrak al-Wasa'il (Udbedringen af al-Wasa'il) af Husayn an-Nuri at-Tabarsi (d. 1902).